# João Paulo Cuenca
João Paulo Cuenca (Río de Janeiro, 1978) es un escritor argentino-brasileño. En 2012, la revista literaria inglesa Granta lo incluyó en su lista de los 20 mejores escritores brasileños menores de 40 años. En 2007 fue incluido en la lista Bogotá39, que se encarga de reconocer a los mejores escritores latinoamericanos menores de 39 años. Su llamativa elocuencia crea escenarios que cambian sin esfuerzo entre el entorno común y los incidentes surrealistas. Hasta la fecha ha publicado cuatro novelas y su obra ha aparecido en una gran cantidad de antologías.

### Novelas
- Descobri que estava morto, Caminho, Portugal, 2015.
  - Publicada en Brasil (Tusquets, 2016), Argentina, Mexico y Colombia (Tusquets, 2017), Francia (Cambourakis, 2017) e Italia (Miraggi, 2018)
- O único final feliz para uma história de amor é um acidente, São Paulo: Companhia das Letras 2010. 
  - Publicada en Portugal (Caminho, 2010), España (Lengua de Trapo, 2012), Alemania (A1 Verlag, 2012), Francia (Cambourakis, 2013), EE. UU. (Tagus Press, 2013), Finlandia (Ivan Rotta & Co, 2014) y Romenia (Polirom, 2015)
- O dia Mastroianni, Río de Janeiro: Agir 2007 
  - Publicada en Portugal (Caminho, 2009), Italia (Cavallo di Ferro, 2008) y Alemania (A1 Verlag, 2013)
- Corpo presente, Río de Janeiro: Planeta 2003 (reeditada en 2013 por Companhia das Letras).  
  - Publicada en Suecia (Tranan, 2016) y Argentina (Dakota, 2016).

### Antologías
- Parati para mim, Agir, 2003
- Prosas Cariocas, Casa da Palavra, 2004
- Contos sobre tela, Pinakotheke, 2005
- Paralelos, Agir, 2005
- Bogotá 39, Antología de cuento latinoamericano, Ediciones B, 2007
- Cenas da Favela, Geração Editorial, 2007
- Cem melhores crônicas brasileiras, Editora Objetiva, 2007
- Missives – Nouvelles brésilliennes contemporaines, Société Littéraire, 2008
- 10 cariocas, Ferreyra Editor, 2009
- Libardade até agora, Mobile Editorial, 2011
- Granta 9, Alfaguara, 2012.